# Іванцево (Дмитровський міський округ)
Іва́нцево (рос. Иванцево) — присілок у складі Дмитровського міського округу Московської області, Росія.

## Населення
Населення — 5 осіб (2010; 1 у 2002).
Національний склад (станом на 2002 рік):
- росіяни — 100 %